# 河合孝典
河合 孝典（かわい たかのり）は、日本の漫画家。大阪総合デザイン専門学校漫画学科卒業。男性。既婚。かつては、ペンネームとして別名義の鬼団子も使用していた。

## 来歴
- 2003年9月期ジャンプ十二傑新人漫画賞にて「LOVE IS! BATTLEFIELD」が最終候補に残る。
- 2004年2月期には「WOODMAN ザッパー」が十二傑賞を受賞し、『赤マルジャンプ2004SUMMER』に掲載される。
- 2006年にヤングジャンプ月例MANGAグランプリにて「FUNNY JUMPER」が年間グランプリを受賞。
- 2010年『週刊ヤングジャンプ』32号から「石影妖漫画譚」を連載開始するが、2011年1号を最後に本誌から『Web YOUNG JUMP』へ移る。
- 2017年『週刊ヤングジャンプ』にて「DINER ダイナー」の連載を開始。

## 作品リスト

### 連載
- 石影妖漫画譚（『週刊ヤングジャンプ』2010年32号 - 2011年1号、『Web YOUNG JUMP』2010年12月9日 - 2012年11月22日）
- DINER ダイナー（原作：平山夢明、『週刊ヤングジャンプ』2017年36・37合併号[2] - 2019年2号→『となりのヤングジャンプ』2019年1月19日 - 連載中）

### 読み切り
- WOODMAN ザッパー（『赤マルジャンプ2004SUMMER』） - 鬼団子名義。
- FUNNY JUMPER（『ヤングジャンプ増刊 漫革』2006年Vol.51）
- GOOD DREAMS（『ヤングジャンプ増刊 漫革』2006年Vol.55）
- ロビンソンのマイホーム（『ヤングジャンプ増刊 漫革』2008年Vol.62）
- ワイルドトリガー（『ヤングジャンプ特別増刊 漫革ルーキーズ』、2008年）
- 石影妖漫画譚 番外編 石影描画指南（『ミラクルジャンプ』2011年1号）
- 石影妖漫画譚 突入！幸運の館！（『週刊ヤングジャンプ』2012年No.25）

### 書籍
- 『石影妖漫画譚』、集英社〈ヤングジャンプ コミックス〉2010年 - 2013年、全11巻
- 『DINER ダイナー』、原作：平山夢明、集英社〈ヤングジャンプ コミックス〉2018年 - 、既刊24巻（2025年7月17日現在）

## その他
- 高校時代は野球部に所属。
- 宮乃ひろつぐとは10年来の友人。[3]
- 水上悟志とも親交があり、「石影妖漫画譚」単行本3巻の帯にコメントを貰っている。

## 師匠
- 緒方てい[4]